# Ley de Defensa del Matrimonio
La Ley de Defensa del Matrimonio (en inglés Defense of Marriage Act, abreviado DOMA) es una ley de los Estados Unidos promulgada el 21 de septiembre de 1996. La tercera sección de la ley que definía el matrimonio a escala federal como una unión legal entre un hombre y una mujer fue declarada anticonstitucional por el Tribunal Supremo el 26 de junio de 2013. Posteriormente, el Tribunal Supremo aprobó el 26 de junio de 2015 el matrimonio igualitario en todo el territorio estadounidense y declaró anticonstitucional cualquier prohibición a este tipo de uniones, quedando así invalidada la ley de 1996. 

## Historia social de la ley
Cuando aprobaron la ley, se esperaba que Hawái (y posiblemente otros estados) legalizara el matrimonio entre personas del mismo sexo, ya sea por la legislación o por decisión del Tribunal Supremo del estado. Los que se opusieron a dicho reconocimiento temían—y los defensores esperaban—que los otros estados del país se vieran obligados a reconocer este tipo de matrimonios de estados como Hawái debido a la Cláusula de Certeza y Credibilidad Completa de la Constitución de los Estados Unidos.
La Sección 3 de la ley—la parte que define el matrimonio para fines federales como la unión de un hombre y una mujer—fue declarada inconstitucional por un juez federal en julio de 2010. Esta decisión fue recurrida en octubre de 2010. El 23 de febrero de 2011, el fiscal general del país, Eric Holder anunció que el Departamento de Justicia dejaría de defender en los tribunales la Sección 3 de la ley bajo la dirección del presidente Barack Obama, que había llegado a la conclusión de que la Sección 3 era inconstitucional. Sin embargo, el Congreso tiene el poder de defender las leyes ante los tribunales en lugar de la Administración en casos como estos, y el 4 de marzo de 2011, el Portavoz de la Cámara del Congreso, John Boehner, anunció que había tomando medidas para defender la Sección 3 en lugar del Departamento de Justicia. Además, Holder afirmó que las agencias federales seguirán ejecutando la ley "a menos y hasta que el Congreso derogue la Sección 3 o la rama judicial llegue a un veredicto definitivo contra su constitucionalidad".
En mayo de 2012, el tribunal de apelaciones de Boston declaró inconstitucional la DOMA. En su fallo, los tres jueces del tribunal apoyaron la decisión de 2010 de otra instancia menor que consideró que dicha ley viola la Constitución de Estados Unidos porque interfiere con la potestad de los gobiernos estatales de definir lo que es un matrimonio. Posteriormente fue el Tribunal Supremo federal el que estudió la ley al respecto, declarándola inconstitucional.
El 26 de junio de 2013 el Tribunal Supremo declaró inconstitucional la Sección 3 de la DOMA por tratar de retirar la protección a matrimoinios considerados menos respetables. Consideró el máximo tribunal de Estados Unidos que esta ley federal no es válida, para ningún propósito legítimo pues tiene el efecto de "desacreditar y perjudicar a los que el Estado, mediante sus leyes de matrimonio, trató de proteger en la personalidad y la dignidad".

## Texto
La referida ley contiene dos disposiciones:
Sección 1. Título corto
Ésta ley podrá ser citada como "Ley de defensa del matrimonio".
Sección 2. Autonomía de los estados
La que atiende el asunto de conflicto de leyes interestatales. Esta autoriza a los estados a negar reconocimiento a los matrimonios homosexuales que se celebren en otras jurisdicciones estatales.
Sección 3. La definición federal del matrimonio (declarada inconstitucional)
Para determinar el significado de cualquier ley federal o de cualquier fallo, regulación o interpretación de las diferentes oficinas y agencias administrativas de los Estados Unidos, la palabra "matrimonio" significa solamente una unión legal entre un hombre y una mujer como marido y esposa y la palabra "cónyuge" se refiere sólo a una persona del sexo opuesto que es marido o esposa.

## Secuelas
La Sección 2 de la ley contiene un lenguaje neutral, en el sentido que no prohíbe o autoriza a los estados otorgar o negar reconocimiento a los matrimonios homosexuales que se celebren en otros estados. Lo que pretende es establecer que un estado no estará obligado a conceder reconocimiento a un matrimonio homosexual celebrado en otra jurisdicción estatal. Por tanto, un estado de los EE. UU. podría, de forma perfectamente compatible con la DOMA, optar por reconocer un matrimonio homosexual extraestatal.
La Sección 3 prohíbe al gobierno federal tratar, por cualquier motivo, a las relaciones de parejas del mismo sexo como si fueran matrimonios. La Oficina del Contralor General de Estados Unidos identificó un total de 1.049 beneficios relativos al matrimonio a escala federal en 1997. En un sondeo actualizado llevado a cabo en el 2004, este número ascendió a 1.138. En el caso de las parejas extranjeras de ciudadanos estadounidenses, la Sección 3 de DOMA impide que adquieran las responsabilidades y derechos como lo hacen sus contrapartes heterosexuales a la hora de conseguir una tarjeta verde o la nacionalidad. Después de cierta incertidumbre después de que la Administración de Obama determinó que dicha Sección es inconstitucional, el Servicio de Ciudadanía e Inmigración de los Estados Unidos (USCIS por sus siglas en inglés) reafirmó su política de negar dichas solicitudes. Con respecto a la obtención de un visado, las normas de la USCIS clasifican a las parejas casadas del mismo sexo como desconocidos.

## Promulgación
En el caso de 1993, Baehr v. Miike, el Tribunal Supremo de Hawái decidió que el Estado debe demostrar un interés apremiante para poder prohibir el matrimonio entre personas del mismo sexo. Esta declaración preocupó a los opositores, ya que el matrimonio homosexual podría llegar a ser legal en Hawái y que los otros estados tendrían que reconocer esos matrimonios. La Ley de Defensa del Matrimonio tenía el propósito de dejar sin efecto aquello de que “casarse en un estado es equivalente a casarse en todos”, por lo que se consideraba que bastaba que un solo estado reconociera el matrimonio homosexual para que el reconocimiento de ese derecho extendiera sus redes por todos los estados.
El congresista georgiano Bob Barr, un Republicano en su día, escribió la Ley de Defensa del Matrimonio y la presentó el 7 de mayo de 1996. Sus patrocinadores del Congreso declararon: "La propuesta modifica el Código de los EE. UU. para aclarar lo que se ha entendido bajo la ley federal durante más de 200 años, que el matrimonio es la unión legal entre un hombre y una mujer." Dejaron en claro su propósito de normalizar el matrimonio heterosexual en el ámbito federal, al mismo tiempo permitiendo que cada estado decidiera individualmente si reconocer las uniones del mismo sexo de otros estados.
La propuesta fue enviada rápidamente al Congreso y se encontró con mucha aprobación en ambas cámaras del Congreso, las dos controladas por los Republicanos. Fue aprobada por una votación de 85-14 en el Senado y 342-67 en la Cámara de Representantes. Fue promulgada por el presidente Bill Clinton el 21 de septiembre de 1996.
Como los autores de la ley predijeron, desde la promulgación de DOMA varios estados han emitido certificados de matrimonios para parejas del mismo sexo como Iowa, California, Connecticut, Vermont, Nuevo Hampshire, Nueva York, Massachusetts y el Distrito de Columbia.

## Eventos políticos posteriores
La plataforma del Partido Republicano en 2000 apoyó DOMA en términos generales, pero se preocupaban los tribunales: "Apoyamos la definición tradicional de 'matrimonio' como la unión legal entre un hombre y una mujer y creemos que los jueces federales y los burócratas no deberían obligar a los estados a reconocer convivencias como matrimonios."
En 2011, el presidente, Barack Obama, anunció su apoyo a una iniciativa demócrata para derogar DOMA por vía legislativa. El 'Acta de Respeto al Matrimonio' busca revocar la ley de 1996 y proveer derechos federales a las parejas del mismo sexo casadas en sus estados pertinentes. El Comité Judicial del Senado realizó una audiencia -la primera de su tipo- sobre la iniciativa propuesta por la senadora Feinstein para revocar la ley. Dicho comité aprobó el Acta de Respeto al Matrimonio, por diez votos a favor y ocho en contra en noviembre de 2011, con todos los miembros republicanos votando en su contra. El proyecto ahora cuenta con posibilidades de ser discutido por el pleno del Senado.

## Constitucionalidad
Las dos secciones de DOMA plantean varias cuestiones constitucionales.
La Sección 2 de DOMA pone en duda el requisito constitucional expresado en la Cláusula de Certeza y Credibilidad Completa del artículo IV, Sección 1 de la Constitución de los Estados Unidos. Esta cláusula establece que los estados tienen ciertas obligaciones recíprocas entre sí, específicamente para reconocer mutuamente sus "actos públicos, registros y procedimientos judiciales." En virtud de la referida cláusula constitucional, los estados vienen obligados a otorgar reconocimiento a las leyes, documentos y sentencias emitidas válidamente por los otros estados.
La Sección 3 de DOMA que define el "matrimonio" para fines federales plantea una variedad de dudas constitucionales. El 23 de febrero de 2011, el fiscal general Eric Holder y el presidente Obama concluyeron que "las clasificaciones basadas en la orientación sexual garantizan mayor control, tal y como se aplica a las parejas del mismo sexo casadas legalmente bajo la ley estatal".
Finalmente el 26 de junio de 2013, el Tribunal Supremo de los Estados Unidos se pronunció declarando la tercera sección de DOMA inconstitucional.